# Mateusz Cygański
Mateusz Cygański (1535–1611) – przyrodnik, autor pierwszego dzieła o ptakach w języku polskim pt. "Myślistwo ptasze, w którym się opisuje sposób dostawania wszelakiego ptaka", wydrukowanego w Krakowie w 1584 roku, zapomnianego i odkrytego w 1836.

## Życiorys
Szlachcic herbu Prus I. Z jego dzieł wynika, że był namiętnym myśliwym, który większość swojego życia spędził na Mazowszu. Tworząc dzieło mieszkał we wsi Cygany, której dokładna lokalizacja nie została potwierdzona. Najbardziej prawdopodobna hipoteza wskazuje na Cygany położone na terenie Prus. Żył za panowania Stefana Batorego. Zwiedzał rozmaite okolice Polski.

## Twórczość
Myślistwo ptasze, jeden z najstarszych zabytków języka polskiego, nie jest typowym dziełem ornitologicznym w dzisiejszym znaczeniu, ale traktuje o różnych sposobach polowania na ptaki i z ptakami. Jest to też pierwszy traktat w języku polskim o sokolnictwie. W wiekach średnich łowiectwo i zoologia, a także ornitologia i sokolnictwo, nie były jeszcze odrębne i normą były traktaty łączące wiedzę zoologiczną z łowiecką. Najbardziej znanym przykładem jest De arte venandi cum avibus – słynny traktat ornitologiczny i sokolniczy cesarza  Fryderyka II von Hohenstauffen z XIII wieku.
Cygański w swoim dziele wymienia wszystkie gatunki ptaków występujących w Polsce według porządku alfabetycznego nazywając je "narodami". Każdy gatunek scharakteryzowany jest na początku w formie rymowanego wiersza, niekiedy tak dobrze, że od razu, nie patrząc na rycinę i nagłówek, natychmiast domyślamy się o jakim ptaku była mowa, a czasami opis jest bardzo niejasny i zupełnie niezrozumiały, np.:
Między błotami swój żywot prowadzi
Kulig, na długich przeto nogach chodzi.
Nie wdzięcznym, ale głośnym krzyczy głosem,
Pokiwając na wsze strony nosem".
W odniesieniu do ptaków drapieżnych używanych w sokolnictwie opisuje także pokrótce metody ich układania i polowania z już ułożonymi ptakami.
Czasami, czytając jego dzieło, odnosi się wrażenie, że Myślistwo ptasze napisane zostało bardzo nieudolnym stylem, lecz należy wziąć pod uwagę fakt, że Mateusz Cygański był analfabetą i cały tekst dyktował pisarzowi, a tym samym nie mógł kontrolować napisanego tekstu. Myślistwo ptasze opatrzone jest licznymi rysunkami zaczerpniętymi z innych opracowań. Obecnie dzieło Mateusza Cygańskiego ma wartość tylko historyczną.

## Ważniejsze dzieła
- Myślistwo ptasze, Kraków 1584, drukarnia J. Siebeneicher, (wyd. bezimienne, I połowa XVII w., Raków, drukarnia Sebastian i Paweł Sternaccy; przedr. homogr. K. Stroczyński, Warszawa 1840; przedr. A. Waga Sylwan, t. 17, 1841 i osob. Warszawa 1842), utwór zawiera najstarszą polską nomenklaturę ptaków wierszem a sposoby łowienia prozą, (drzeworyt reproduk.: J. Rostafiński Tygodnik Ilustrowany 1913, t. 1, s. 128-129), unikat pierwodr. Biblioteka Kórnicka, sygn.: Cim. Qu. 2417

## Materiały
- Przywilej łac. Stefana Batorego na druk Myślistwa ptaszego z 19 lutego 1581, ogł. przy wydaniu I, Kraków 1584; Biblioteka Warszawska, 1844, t. 1, s. 209-210 (wraz z przekł. polskim)